# Abacus (architectuur)

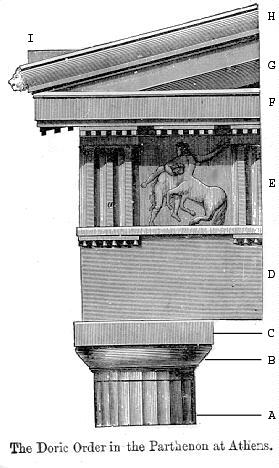
Onderdelen van het Hoofdgestel: A: Zuil, B: Kapiteel, C: Abacus, D: Architraaf, E: Fries, F: Geison, G: Timpaan of Fronton, H: Cimaas, I:Akroterion

Een abacus is een vlakke stenen dekplaat aan de top van een klassiek kapiteel. De abacus wordt meestal, in tegenstelling tot het kapiteel, zonder versiering uitgevoerd. De belangrijkste functie van een abacus is het voorzien van een groter oppervlak voor het dragen van een architraaf of een boog. In de Toscaanse en Dorische stijl is de abacus meestal vierkant uitgevoerd, in andere stijlen is de abacus afgerond uitgevoerd.
Indien boven op het kapiteel een plaat in de vorm van een omgekeerde piramide is geplaatst, wordt dit een impost genoemd.
Het kapiteel van een Dorische zuil dat bestaat uit een abacus en een echinus wordt een kussenkapiteel genoemd.